# Daffy change de peau
Daffy change de peau ou Un empaillé vivant (Cracked Quack) est un cartoon, réalisé par Friz Freleng et sorti en 1952, qui met en scène Porky Pig et Daffy Duck.